# Henry Slocum

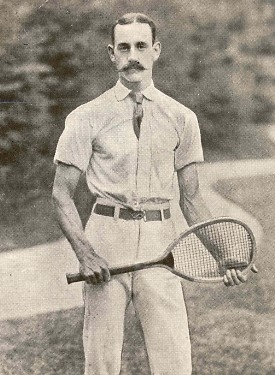
Henry Slocum

Henry Warner Slocum, född 28 maj 1862, död 22 januari 1949, USA, var en amerikansk högerhänt tennisspelare och president i Amerikanska tennisförbundet 1892-93. 
Henry Slocum upptogs 1955 i International Tennis Hall of Fame.  

## Tenniskarriären
Henry Slocum var under femårsperioden 1886-90 en av USA:s 10 bästa tennisspelare och rankades som nummer ett 1888 och 1889. Han nådde 1887, vid sitt fjärde försök, finalen ("Challenge Round") i Amerikanska mästerskapen som vid tiden spelades på gräsbanorna vid Newport Casino, Newport, Rhode Island. Han hade besegrat James Dwight i kvartsfinalen och Howard Taylor i finalen i All Comers Round (12-10, 7-5, 6-4) och ställdes mot den sexfaldige mästaren Richard Sears i matchen om mästerskapstiteln. Sears vann med 6-1, 6-3, 6-2. Slocum tränade därefter hårt inför nästa års mästerskap, uppmuntrad av beskedet att Sears denna gång inte ämnade försvara sin titel.
I 1888 års turnering mötte Slocum åter Howard Taylor i finalen i All Comers Round, som detta år också blev turneringsfinal. Slocum vann med siffrorna 6-4, 6-1, 6-0, och blev därmed efter Sears den andra singelsegraren i mästerskapets historia. Slocum försvarade sin titel året därpå genom seger över den vänsterhänte Quincy Shaw (6-3, 6-1, 4-6, 6-2). Vid samma tillfälle vann han också dubbeltiteln tillsammans med Taylor efter finalseger över 18-årige Oliver Campbell och Valentine Hall (6-1, 6-3, 6-2). Oliver Campbell fick sin revansch året därpå (1890) då han Challenge Round i singelturneringen besegrade titelförsvarande Slocum (6-2, 4-6, 6-3, 6-1).
Slocum upphörde därefter med tävlingstennis, men gjorde sporadiska inhopp i olika turneringar. Sitt sista framträdande i Amerikanska mästerskapen gjorde han 1913, vid 51 års ålder.

## Spelaren och personen
Henry Slocum var utbildad jurist med praktik i New York. Han var alltsedan ungdomen sportintresserad och spelade både tennis och fotboll under sina studier vid Yale University. Han deltog i sitt första "Intercollegiate Championship" i tennis  1883. Han varvade sedan träning och turnerande med sitt yrkesarbete. Han vårdade sitt tennisintresse även efter avslutad tävlingskarriär, han var president i Amerikanska tennisförbundet (USTA) 1892-93.     

## Grand Slam-titlar
- Amerikanska mästerskapen
  - Singel - 1888, 1889
  - Dubbel - 1889